# Hôtel de Miramion
El hôtel de Miramion es un hôtel particulier parisino, ubicada en el 47, quai de la Tournelle, en el V Distrito de París.
Albergó durante mucho tiempo el Museo de la AP-HP, Assistance publique - Hôpitaux de Paris, así como algunos departamentos de la sede de la AP-HP. El museo estuvo cerrado desde el 30 de junio de 2012 y el hotel fue vendido por la AP-HP con el fin de liberar recursos financieros para invertir en la modernización de hospitales.

## Historia

### En la época de los Bernardinos
Situada en el cuadrilátero delimitado por el boulevard Saint-Germain, las orillas del Sena, la rue de Pontoise y la rue des Bernardins, en un barrio dedicado a los estudios y la educación teológica y donde la Reforma Católica se impuso con fuerza en siglo XVII, el Hôtel de Miramion, primero conocido bajo el nombre de su primer propietario, Christophe Martin, fue construido en el recinto de los Bernardins.
Esta tierra formaba parte del Clos du Chardonnet, una franja de tierra que se extendía desde el Sena hasta la meseta boscosa de Saint-Étienne du Mont y bordeada por el Bièvre. Fue solo después de las invasiones normandas que el asentamiento de esta área se desarrolló y transformó el aspecto del territorio. Allí se establecieron establecimientos monásticos. Nuevas parroquias marcan el inicio de la urbanización ; la primera capilla de Saint-Nicolas-du-Chardonnet fue construida alrededor de 1230 para los barqueros del Sena.
Un abad de Clairvaux, el monje cisterciense Etienne de Lexington, convencido de que la renovación de la Iglesia pasa por la formación, tuvo entonces la idea de fundar un establecimiento en París para los religiosos de su abadía: construido en 1247 al abrigo de la muralla de Philippe-Auguste, el vasto complejo incluye un colegio con un gran refectorio en la planta baja, una iglesia parroquial y edificios monásticos. Pero el coste de mantenimiento hizo que los monjes vendiesen a finales del siglo XV parte de su tierra.
Durante el siglo XVI y XVII, las construcciones se multiplicaron. Familias influyentes ven esto como una oportunidad para construir una mansión privada, como el Hôtel de Nesmond, el Hôtel de Selve, vivienda del 1. del Parlamento de París, y el hotel de Christophe Martin.

### En tiempos de Christophe Martin
En el siglo XVII, los ocupantes de las casas en el Quai de la Tournelle eran en su mayoría financieros, en particular los gerentes de los establos de la Maison du Roi, que gestionaban para el Rey el mercado de carruajes, arneses y caballos de la Gran Caballeriza, que representaba una fuente de considerable enriquecimiento.
Christophe Martin, primo de los propietarios del Hotel de Selve y conocido notable del barrio, pertenece a este medio. Consejero de Estado, Intendente y Contralor General de las Caballerizas del Rey, adquirió hacia 1630 una casa construida durante el siglo XVI que amplió y decidió transformar en una residencia aristocrática.
Compró y alquiló, para ampliar su dominio, parte de la tierra de los Bernardinos hasta tener cerca de una hectárea y transformó los alojamientos del muelle, amplió el ala del siglo XVI y añadió dos tramos para alargar el patio principal; construyó un edificio principal en el fondo del patio, cuya fachada alternaba buhardillas de medio punto y ojo de buey, y adoptó cierta monumentalidad para la fachada que da al jardín, que mide el doble que la del patio. El diseño y la decoración de los edificios dan testimonio de una búsqueda de estilo y ofrecen una semejanza con el Hôtel d'Aumont construido en la misma época. También se atribuye, como él, a François Mansart.

### En la época de Madame de Miramion
En 1675, algunos años después de la muerte de Christophe Martin, Madame de Miramion, que ayudaba a Vicente de Paúl en sus obras de caridad, lo adquirió.
Apodado por Madame de Sévigné, "madre de la iglesia ", muy piadosa, decidió, tras una temprana viudez, dedicarse a Dios, a los pobres y a la educación de las niñas, no tenía 17 años cuando enviudó después de 7 meses de matrimonio. Después de haber fundado en 1662 la comunidad de la Sagrada Familia, compuesta de 7 a 8 personas, dedicada al cuidado de los enfermos y a la educación de las niñas pobres, decidió unirla con la de las Hijas de Santa Genoveva, fundada cerca de 30 años antes por M de Blosset, y la instaló en el hotel que acababa de adquirir.
Madame de Miramion murió en 1696 y las Hijas de Santa Genoveva continuaron viviendo allí durante cien años.

### Después de la Revolución Francesa
Al principio salvada de las medidas de secularización de la propiedad del clero, tomadas entre 1789 y 1790, la comunidad se disolvió en 1794 y sus locales se destinaron gradualmente a talleres de armas y residencias de los maestros y trabajadores de las fraguas de guerra. En 1812, el Consejo General de Hospicios decidió trasladar allí la Farmacia General de Hospicios instalada desde 1796 en el antiguo Hospital de Expósitos, en la Ile de la Cité. Durante unos 150 años, la Farmacia Central ocupó el Hôtel de Miramion.

## Un monumento protegido
En 1926 fue registrado como monumento histórico por orden del 22 de febrero de ese año bajo el impulso del ministro de Bellas Artes}} del gobierno de Édouard Daladier: "las fachadas que dan al patio y al jardín, el techo con vigas pintadas y la carpintería de madera" fueron protegidos como monumentos históricos. La instalación en 1934 del Museo AP-HP es un paso importante en el desarrollo de este conjunto arquitectónico.

## El Museo AP-HP
Creado en 1934, el Museo AP-HP es el museo hospitalario más antiguo de Francia, aquel cuyas colecciones son las más representativas de la historia hospitalaria.
Musée de France, recopilo más 10 000 obras, objetos y documentos, cuya diversidad da testimonio de los múltiples aspectos de la vida hospitalaria. Se evoca la historia del hospital de París desde la Edad Media hasta nuestros días en sus diversos componentes: historia social y religiosa, historia de la medicina y de las profesiones sanitarias, historia de las representaciones del cuerpo y de la enfermedad. Junto a la presentación de sus colecciones permanentes, un jardín de hierbas y cerámica permite al visitante encontrar las plantas mencionadas en las colecciones farmacéuticas del museo y cultivadas por sus propiedades curativas en los hospitales de antaño.
Para la atención de sus visitantes, el museo permite poner en perspectiva las prácticas de salud actuales, identificando legados y rupturas. También propone conocer y comprender mejor el hospital como espejo de las transformaciones de la sociedad.
El Hôtel de Miramion se puso a la venta por licitación, con una superficie útil de 3820 m y el museo fue cerrado el 30 de junio de 2012, reabriendo sus puertas de nuevo en el Hôtel-Dieu de París, aunque ese proyecto fue cuestionado.

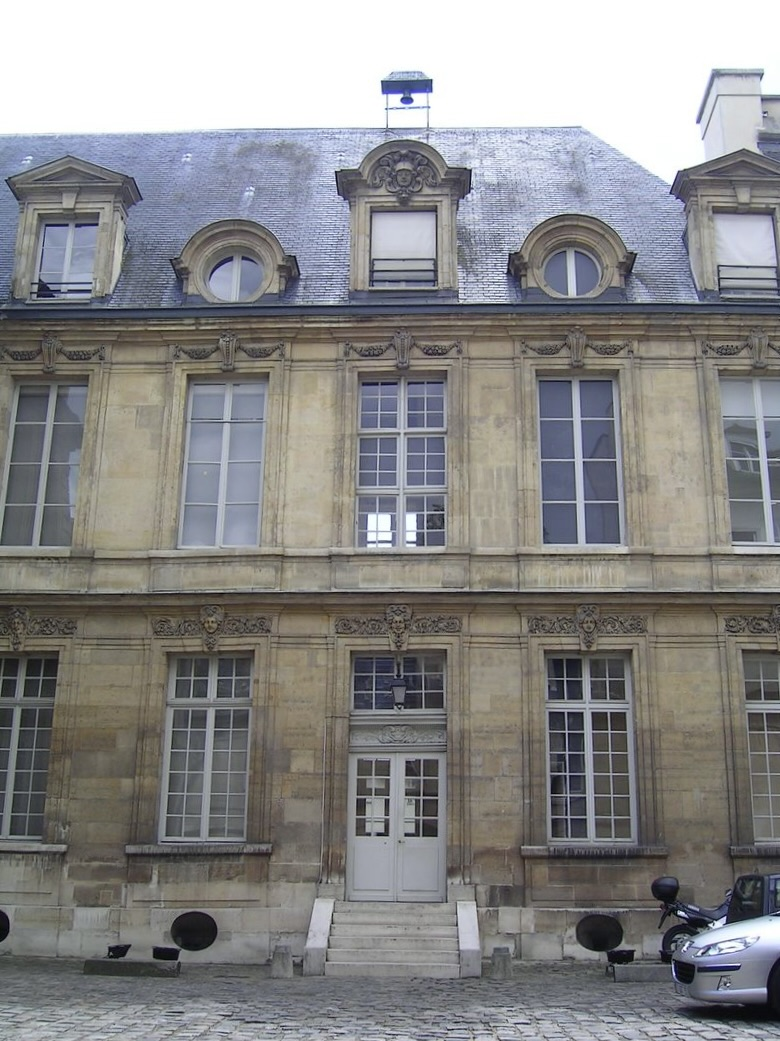
Patio.
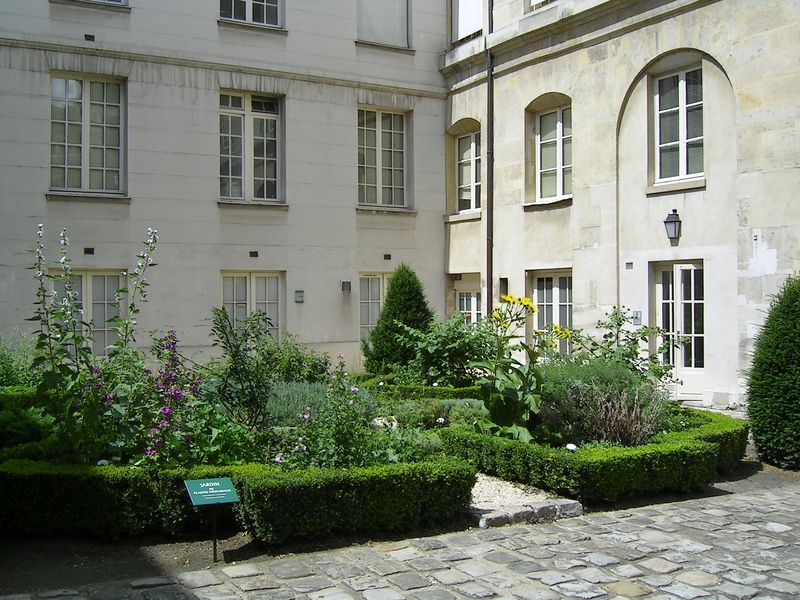
Jardín de plantas medicinales.
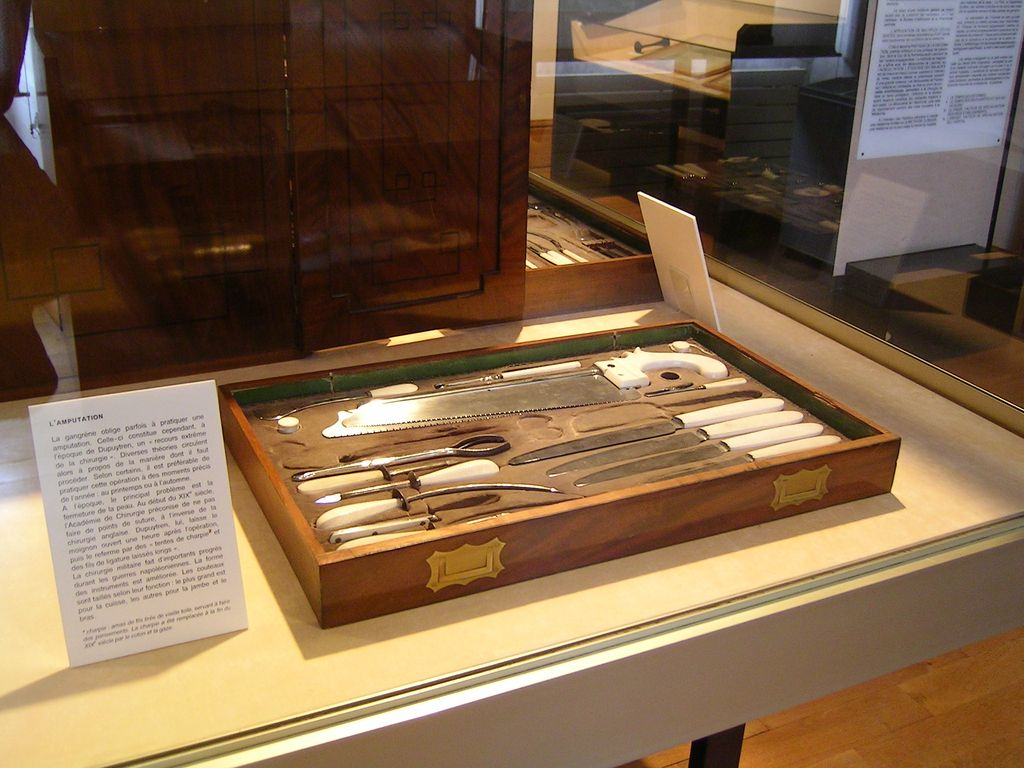
Instrumentos quirúrgicos.
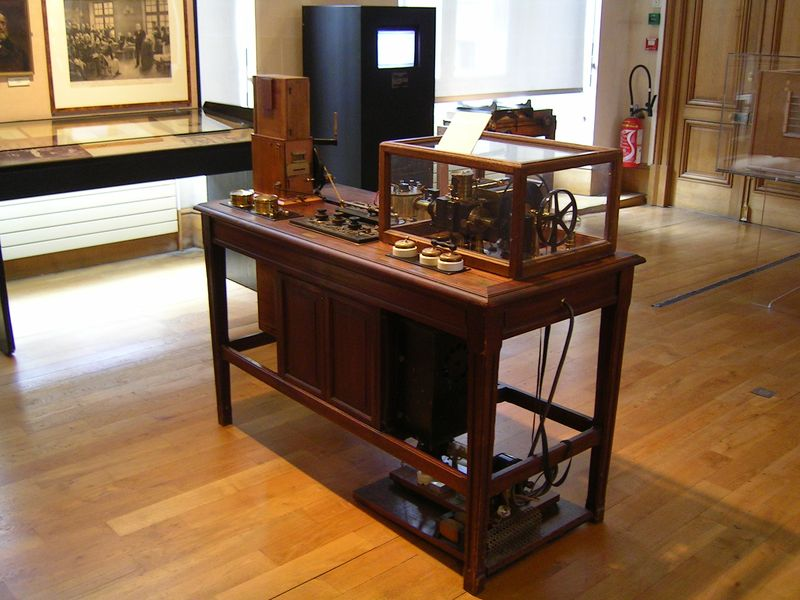
Electrocardiograma antiguo.
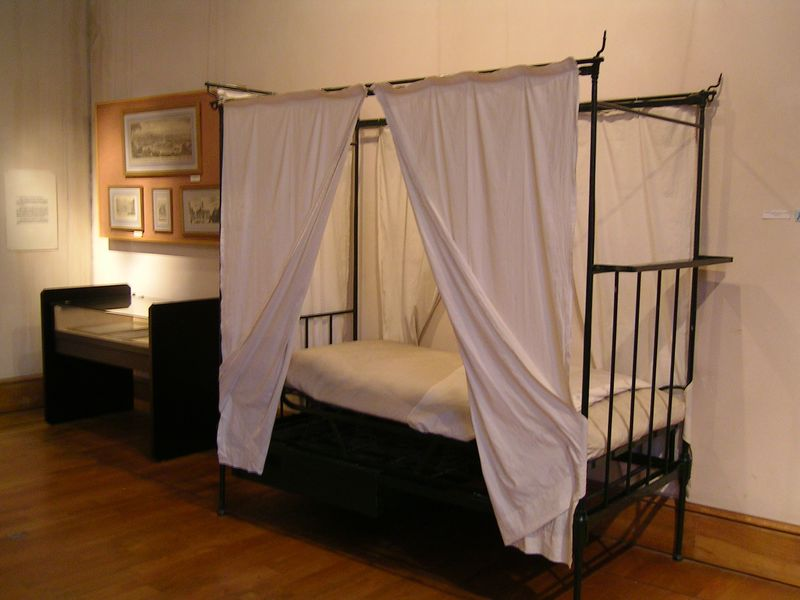
Lecho de enfermo.

## El recinto de Bernardino
Desde septiembre del 2012, con su venta, los nuevos dueños cambiaron su nombre a Recinto Bernardin y entre el de 7 y el 22 de septiembre de 2013 la revista AD organizó la exposición "AD interiors 2013, metamorfosis presentada en el Enclos des Bernardins que mostró el talento de 15 decoradores invitados a transformar un hôtel particulier del siglo XVII, entre patio y jardín. Una residencia parisina dispuesta como un verdadero lugar de vida, que el visitante descubre recorriendo las salas de estar, los dormitorios y los comedores".
En 2016, volvió a estar a la venta.